# КК Бајројт
КК Бајројт (енгл. Medi Bayreuth) немачки је кошаркашки клуб из Бајројта. Из спонзорских разлога пун назив клуба тренутно гласи Меди Бајројт (Medi Bayreuth). У сезони 2021/22. такмичи се у Бундеслиги Немачке и у ФИБА Купу Европе.

## Историја
Клуб је основан 1975. године, а своје највеће успехе је имао крајем 80-их година прошлог века када је освојено једно првенство и два купа Немачке. Током 2000-их година клуб је играо у Другој лиги, а од 2010. године поново су чланови највишег ранга где се углавном налазе у доњем делу табеле.

## Успеси

### Национални
- Првенство Немачке:
  - Првак (1): 1989.
- Куп Немачке:
  - Победник (2): 1988, 1989.

## Познатији играчи
- Ди Џеј Сили
- Сеад Шеховић

## Учинак у претходним сезонама
| Сез.     | Првенство Немачке | Куп Немачке   | Европско такмичење                | Европско такмичење |
| -------- | ----------------- | ------------- | --------------------------------- | ------------------ |
| 2010/11. | 16. место         | —             | —                                 |                    |
| 2011/12. | 13. место         | —             | —                                 |                    |
| 2012/13. | 15. место         | —             | —                                 |                    |
| 2013/14. | 14. место         | —             | —                                 |                    |
| 2014/15. | 16. место         | —             | —                                 |                    |
| 2015/16. | 12. место         | —             | —                                 |                    |
| 2016/17. | Четвртфинале ПО   | Четвртфинале  | —                                 |                    |
| 2017/18. | Четвртфинале ПО   | Полуфинале    | ФИБА Лига шампиона — Четвртфинале |                    |
| 2018/19. | 12. место         | Осмина финала | ФИБА Лига шампиона — Групна фаза  |                    |
| 2019/20. | 12. место         | Осмина финала | ФИБА Куп Европе — Полуфинале      |                    |
| 2020/21. | 10. место         | Групна фаза   | —                                 |                    |
| 2021/22. | —                 | Четвртфинале  | ФИБА Куп Европе — Топ 16          |                    |